# アメリカの徴兵制の歴史
アメリカの徴兵制の歴史（アメリカのちょうへいせいのれきし）では、アメリカ合衆国の徴兵制度の歴史的推移と、将来の徴兵制の復活の可能性と、徴兵制・志願兵制の問題点について論述する。

## 概要
アメリカの徴兵制は1973年1月にベトナム戦争の和平協定成立時に廃止され、1975年3月には選抜徴兵登録も廃止されたが、1980年7月に選抜徴兵法が制定され、選抜徴兵登録が復活し、18歳-25歳のアメリカ国民の男性と永住外国人の男性に連邦選抜徴兵登録庁への徴兵登録を義務化し、連邦選抜徴兵登録庁への未登録者は5年以下の禁固または250000ドル以下の罰金を科される可能性があり、連邦政府機関への就職が認められず、連邦政府からの奨学金を受けることができない。
ベトナム戦争終結以後、徴兵制を復活すべきという主張は連邦議会の非常に少数の議員が提唱しているが、連邦議会の議員と議員への立候補者の大部分も、大統領と大統領への立候補者も、国防総省も、徴兵制の復活は必要ないと繰り返し表明している。徴兵制を復活すべきという主張の理由は、志願兵制では就職先または除隊後の大学奨学金を求めて、経済的に貧しい階層の志願率が高くなるので、経済的階層に関わらず軍務を国民全員に機会平等に配分するという考えに基づく。徴兵制復活を主張する連邦議会議員は2004年に一般的徴兵法案を連邦議会に提出し、下院本会議で採決した結果、賛成2票 - 反対402票で否決され、上院では委員会審議を通過できず本会議での審議・票決には至らなかった。
アメリカ軍の軍人・兵士数は、第二次世界大戦中の1945年度は1,205万人、就業人口に対する比率は18.6％、総人口に対する比率は8.6％、朝鮮戦争中の1952年は363万人、就業人口に対する比率は6.0％、総人口に対する比率は2.3％、ベトナム戦争中の1968年は354万人、就業人口に対する比率は4.6％、総人口に対する比率は1.8％、冷戦末期の1988年は220万人、就業人口に対する比率は1.9％、総人口に対する比率は0.9％、冷戦終結後の1998年は147万人、就業人口に対する比率は1.1％、総人口に対する比率は0.5％、アフガニスタンとイラクで戦争中の2006年は144万人、就業人口に対する比率は1.0％、総人口に対する比率は0.5％である。長期的な時系列で見ると、軍の機械装備率の向上により、軍人・兵士・文民のいずれも絶対数が著しく減少し、就業人口と総人口に対する比率は、絶対数の減少率よりさらに大きく減少しているので、政府も国防総省も徴兵する動機も必要も無く、2000年代最初の10年間の範囲内ではアメリカが徴兵制を採用する可能性は無いとされ、実際に徴兵は実施されなかった。
2014年10月28日、ラルフ・リグビー（Ralph E. Rigby）准尉の退役をもって、アメリカ陸軍では徴集兵がいなくなった。
- 詳細はアメリカの軍需経済と軍事政策#アメリカの軍隊・国防総省・軍需産業の雇用者数を参照。

## アメリカの徴兵法の歴史

### 独立戦争 - 先住民との戦争終結までの徴兵政策
- 1861年 - 1865年、南北戦争時の徴兵実施。アメリカ合衆国と合衆国からの脱退を宣言したアメリカ連合国は、南北戦争遂行のために徴兵制を実施したが、合衆国軍も連合国軍も兵士の大部分は志願兵だった。

### 先住民との戦争終結後 - 第二次世界大戦終結までのアメリカの徴兵制策
- 1916年2月、徴兵制に合憲判決。アメリカ最高裁判所は、徴兵制度はアメリカ合衆国憲法憲法修正13条の、何人に対しても、犯罪に対する刑罰として法律に基づいて有罪判決を執行される場合を例外として、奴隷および本人の意思に反する労働を強制してはならない条項に違反する、と主張する訴訟に対して、徴兵制は憲法修正13条に違反せず合憲であると判決した。
- 1917年5月、1917年の選抜徴兵法の制定。アメリカ議会（上院は民主党が多数派、下院は共和党が多数派）は、1917年の選抜徴兵法（Selective Service Act of 1917）を可決し、ウィルソン大統領（民主党）が署名して成立した。1917年の選抜徴兵法は、21歳-30歳の男性に徴兵登録を要求し、アメリカが第一次世界大戦への参戦後に、徴兵登録要求対象年齢は18歳-45歳に拡大した。1917年の選抜徴兵法により、第一次世界大戦の終結までに2400万人が徴兵登録し、アメリカ政府は280万人を徴兵した。
- 1918年1月、1917年の選抜徴兵法に合憲判決。アメリカ最高裁判所は、1917年の選抜徴兵法はアメリカ合衆国憲法憲法修正14条の、いかなる州も正当な法の手続きによらず、何人に対しても生命・自由・財産を奪ってはならない条項に違反する、と主張する訴訟に対して、徴兵制は憲法修正14条に違反せず合憲であると判決した。
- 1940年9月、1940年の選抜訓練徴兵法の制定。アメリカ議会（上院・下院ともは民主党が多数派）は、1940年の選抜訓練徴兵法（Selective Training and Service Act of 1940）を可決し、ルーズベルト大統領（民主党）が署名して成立した。1940年の選抜訓練徴兵法は、連邦選抜徴兵登録庁（Federal Selective Service System Agency）を設立し、21歳-30歳の男性に連邦選抜徴兵登録庁への選抜徴兵登録を要求し、被徴兵者に12月の兵役を義務付けた。アメリカが第二次世界大戦に参戦した時、18歳-45歳の全ての男性に徴兵登録を義務付け、18歳-65歳の全ての男性に徴兵登録を要求し、被徴兵者の兵役期間を18月に延長した。1940年の選抜訓練徴兵法により、第二次世界大戦終結までに1000万人が徴兵され、1947年に徴兵は停止された。

### 第二次世界大戦終結後 - 米ソ冷戦終結までのアメリカの徴兵政策
- 1948年6月、1948年の選抜徴兵法の制定。アメリカ議会（上院・下院とも共和党が多数派）は、1948年の選抜徴兵法（Selective Service Act of 1948）を可決し、トルーマン大統領（民主党）が署名して成立した。1948年の選抜徴兵法は18歳-26歳の男性に連邦選抜徴兵登録庁への徴兵登録を要求し、19歳-26歳の男性の被徴兵者に21月の兵役と5年間の予備役を義務付けた。
- 1951年6月、1951年の一般的軍事訓練徴兵法の制定。アメリカ議会（上院・下院とも民主党が多数派）は、1951年の一般的軍事訓練徴兵法（Universal Military Training and Service Act of 1951）を可決し、トルーマン大統領（民主党）が署名して成立した。1951年の一般的軍事訓練徴兵法は18歳-26歳の男性に連邦選抜徴兵登録庁への徴兵登録を要求し、18歳6月-26歳の男性の被徴兵者に24か月の兵役を義務付け、5年間の予備役を義務付けた。
- 1969年11月、1967年の軍事選抜徴兵法の制定。アメリカ議会（上院・下院とも民主党が多数派）は、1967年の軍事選抜徴兵法（Military Selective Service Act of 1967）を可決し、ニクソン大統領（共和党）が署名して成立した。1967年の軍事選抜徴兵法は18歳6月-35歳の男性に連邦選抜徴兵登録庁への徴兵登録を要求し、被徴兵者に48か月の兵役を義務付けた。
- 1973年1月、徴兵の停止。アメリカ政府（ニクソン大統領・共和党）は、ベトナム戦争の和平協定締結、アメリカ軍のベトナムからの撤退決定ともに、選抜徴兵登録制度に基づく徴兵を停止した。
- 1975年3月、選抜徴兵登録要求の終了。アメリカ政府（フォード大統領・共和党）は、大統領布告4360に署名し、選抜徴兵登録要求を終了した。
- 1980年7月、1980年の選抜徴兵法の制定。アメリカ議会（上院・下院ともは民主党が多数派）は、1980年の選抜徴兵法（Selective Service Act of 1980）を可決し、カーター大統領（民主党）が署名して成立した。1980年の選抜徴兵法は18歳-25歳のアメリカ国民の男性と永住外国人の男性に連邦選抜徴兵登録庁への徴兵登録を義務と規定した。1980年の選抜徴兵法は、連邦選抜徴兵登録庁への未登録者は5年以下の禁固または50000ドル以下（後に250000ドル以下に増加）の罰金を科される可能性があり、連邦政府機関への就職が認められず、連邦政府からの奨学金を受けることができない。
- 1980年7月、選抜徴兵登録要求の再開。アメリカ政府（カーター大統領・民主党）は、大統領布告4371に署名し、選抜徴兵登録要求を再開した。
- 1981年6月、男性限定の選抜徴兵登録に合憲判決。アメリカ最高裁判所は、選抜徴兵登録を男性だけの義務として女性には義務としない選抜徴兵法は、アメリカ合衆国憲法憲法修正5条の、何人も正当な法律の手続きによらずに生命・自由・財産を奪われない条項に違反する、と主張する訴訟に対して、選抜徴兵法が男性だけに選抜徴兵登録を義務とすることはアメリカ合衆国憲法修正第5条に違反しないと判決した。

### 米ソ冷戦終結後 - 現在までのアメリカの徴兵政策
- 2004年10月、一般的徴兵法案の否決。アーネスト・ホリングス上院議員、チャールズ・ランゲル下院議員、ジム・マクデルモット下院議員、ジョン・コンヤーズ下院議員、ジョン・ルイス下院議員、ピート・スターク下院議員、ニール・アバークロムビー下院議員（前記7人のいずれも民主党）は、18歳-26歳のアメリカ国民と永住者の男女を選抜して徴兵する一般的徴兵法案（Universal National Service Act of 2003）を議会に提出したが、下院では賛成2票 - 反対402票で否決され、上院では委員会審議で採択されず本会議では審議されなかった。

## アメリカ兵の貧富の差
現在の志願制では貧困層出身者が軍隊の生活保障、教育、除隊後の奨学金受給のために入隊する例が多いのは事実である。
一方、高所得層である民間大型航空機のパイロットの多くは退役した元軍人である。

## 大規模な戦争に著名人が従軍した事例と従軍しなかった事例

### 第一次世界大戦時代
- ダグラス・マッカーサー（後の陸軍元帥）は陸軍士官学校を卒業して陸軍士官になり、ヨーロッパ戦線でドイツ軍と戦った。
- ハリー・S・トルーマン（後のミズーリ州選出上院議員、合衆国副大統領・大統領）は州兵に入隊し、ヨーロッパ戦線でドイツ軍と戦った。
- プレスコット・ブッシュ（後のコネチカット州選出上院議員、ジョージ・H・W・ブッシュの父、ジョージ・W・ブッシュの祖父）は陸軍に入隊し、ヨーロッパ戦線でドイツ軍と戦った。

### 第二次世界大戦時代
- カーク・ダグラス（俳優）は海軍に入隊し太平洋戦線に配属され日本軍と戦った。
- クラーク・ゲーブル（俳優）は陸軍に入隊し、イギリスの航空基地に配属されて爆撃機の搭乗員としてヨーロッパ戦線でドイツ軍と戦った。
- ジョージ・H・W・ブッシュ（後のテキサス州選出下院議員、合衆国副大統領・大統領、ジョージ・W・ブッシュの父）は海軍に入隊し、太平洋戦線で日本軍と戦い、搭乗機が日本軍の対空砲火で撃墜され、海上を漂流している時に救助された。
- ジョン・F・ケネディ（後にマサチューセッツ州選出上院議員、合衆国大統領）は海軍に入隊し、太平洋戦線で日本軍と戦い、搭乗していた魚雷艇が駆逐艦天霧との衝突で大破・沈没し、数日間の遭難後に救助された。ジョンの兄でケネディ家の長男ジョセフは陸軍に入隊しヨーロッパ戦線でドイツ軍と戦って戦死した。
- ジョー・ディマジオ（MLB選手）は陸軍に入隊したが国内勤務で戦場には配属されなかった。
- スタン・ミュージアル（MLB選手）は海軍に入隊したが国内勤務で戦場には配属されなかった。
- ダグラス・マッカーサー（陸軍元帥）は太平洋戦線で日本軍と戦い、第二次世界大戦終結後は連合国軍最高司令官として日本の占領統治と体制改革を推進した。
- チャールトン・ヘストン（俳優）は陸軍に入隊し、アラスカの航空基地に配属されて爆撃機の搭乗員として勤務した。
- テッド・ウィリアムズ（MLB選手）は海兵隊に入隊したが国内勤務で戦場には配属されなかった。
- ドワイト・アイゼンハワー（後の合衆国大統領）は陸軍士官学校を卒業して陸軍士官になり、ヨーロッパ戦線の最高司令官として勤務した。
- バート・ランカスター（俳優）は海軍に入隊しヨーロッパ戦線に配属されドイツ軍、イタリア軍と戦った。
- ハンク・グリーンバーグ（MLB選手）は陸軍に入隊し、中国戦線に配属され日本軍と戦った。
- ヘンリー・フォンダ（俳優）は海軍に入隊し太平洋戦線に配属され日本軍と戦った。
- ロバート・J・ドール（後のカンザス州選出の上院議員）は陸軍に入隊し、ヨーロッパ戦線でドイツ軍と戦い、右腕が麻痺する重傷を負って、軍務継続不可能になり除隊になった。
- ボブ・フェラー（MLB選手）は海軍に入隊したが国内勤務で戦場には配属されなかった。
- ポール・ニューマン（俳優）は海軍に入隊したが国内勤務で戦場には配属されなかった。
- リチャード・ニクソン（後のカリフォルニア州選出上院議員、合衆国副大統領・大統領）は海軍に入隊し、太平洋戦線に配属されて輸送業務に従事した。
- リンドン・ジョンソン（後のテキサス州選出上院議員、合衆国副大統領・大統領）は海軍に入隊し、太平洋戦線で日本軍と戦った。
- ロバート・F・ケネディ（後の司法長官、ニューヨーク州選出上院議員）は海軍に入隊したが、国内勤務で前線には配属されていない。
- ロナルド・レーガン（後のカリフォルニア州知事、合衆国大統領）は陸軍に入隊したが、国内勤務で前線には配属されていない。

### 朝鮮戦争時代
- ウイリー・メイズ（MLB選手）は陸軍に入隊したが国内勤務で戦場には配属されなかった。
- クリント・イーストウッド（俳優）は陸軍に入隊したが国内勤務で戦場には配属されなかった。
- ダグラス・マッカーサー（陸軍元帥）は、連合国軍総司令官として北朝鮮軍、中国軍と戦ったが、中国東北地区への侵攻を主張し、トルーマン大統領と対立して解任された。
- テッド・ウィリアムズ（MLB選手）は海兵隊に入隊し、朝鮮戦争で北朝鮮軍と戦った。

### 非戦争時
- エルヴィス・プレスリー（歌手）は1958年に徴兵され、当時の西ドイツ（現在のドイツ）の米軍基地で2年間の兵役を務めた。

### ベトナム戦争時代
- アル・ゴア（後の合衆国副大統領）は、徴兵経験はなく軍入隊経験もない。
- ジム・ウェッブ（後のバージニア州選出の上院議員）は、父が海軍士官で、自身も海軍兵学校卒業の海軍士官であり、ベトナムで北ベトナム軍、南ベトナム解放戦線軍と戦った。
- ジョージ・W・ブッシュ（後のテキサス州知事、合衆国大統領）は、州兵に入隊。
- ジョン・ケリー（後のマサチューセッツ州選出上院議員）は、海軍に入隊し、ベトナムで南ベトナム解放戦線軍、北ベトナム軍と戦った。
- ジョン・マケイン（後のアリゾナ州選出の下院議員・上院議員）は、祖父、父が海軍士官で、自身も海軍兵学校卒業の海軍士官であり、子も海軍の軍人。自身はベトナムで北ベトナム軍、南ベトナム解放戦線軍と戦い、搭乗機が北ベトナム軍の対空ミサイルで撃墜されて負傷し、北ベトナム軍に身柄を拘束された。マケインの父がベトナムに展開するアメリカ海軍の指揮官だったので、北ベトナム軍はマケインに捕虜交換のための釈放を提案したがマケインは拒否した。マケインは北ベトナム軍が要求する反アメリカ軍の宣伝への協力を拒否したので拷問され、右手に障害を負った。パリ和平協定でアメリカ軍の撤退が決まり、マケインは5年6月間の捕虜生活から開放された。
- チャック・ヘーゲル（後のネブラスカ州選出の上院議員、国防長官）は、陸軍に入隊し、ベトナムで南ベトナム解放戦線軍、北ベトナム軍と戦った。
- トーマス・カーパー（後のデラウェア州選出の上院議員）は、海軍に入隊し、ベトナムで南ベトナム解放戦線軍、北ベトナム軍と戦った。
- ビル・クリントン（後のアーカンソー州知事、合衆国大統領）は、徴兵は受けず軍隊勤務経験はない。
- モハメド・アリ（ローマオリンピック金メダリスト、プロボクシング世界ヘビー級チャンピオン）は、良心的兵役拒否をして、チャンピオンの地位を剥奪され、ボクシングのライセンスを停止され、起訴されて地裁で懲役5年と罰金1万ドルの判決を受けたが最高裁では無罪判決を受けた。ライセンス停止から3年5月後にライセンスの復活を認められてプロボクサーとして復帰し、後にチャンピオンの地位を奪回した。

### アフガニスタン戦争、イラク戦争時代
- パット・ティルマン（NFL選手）は陸軍に入隊し、アフガニスタンに派遣されて作戦行動中に、アメリカ軍の誤認射撃で戦死した。